# Ачетура (Матера)
Ачетура (итал. Accettura) је насеље у Италији у округу Матера, региону Базиликата.
Према процени из 2011. у насељу је живело 1926 становника. Насеље се налази на надморској висини од 785 м.

## Становништво
Према резултатима пописа становништва 2011. у општини је живело 1.980 становника.
| 1931. | 1936. | 1951. | 1961. | 1971. | 1981. | 1991. | 2001. | 2011. |
| ----- | ----- | ----- | ----- | ----- | ----- | ----- | ----- | ----- |
| 4.380 | 4.233 | 4.546 | 4.290 | 3.363 | 2.672 | 2.740 | 2.436 | 1.980 |